# لاوفا
لاوفا (laufa) یا لاوپا (laupa) (مندایی: ࡋࡀࡅࡐࡀ) در مندائیسم به مفهوم همسویی و «اتحاد معنوی» و «ارتباط معنوی»، یا «ارتباط حیاتی» مُدرک با اتر (aether) کُد کننده سطوح دَرک از جهان تاریکی و ظلمت (alma ḏ-hšuka) تا جهان نور (alma ḏ-nhūra) است.